# 2ndソロライブ 寝ても覚めてもゆきりんワールド 〜夢中にさせちゃうぞっ♡〜
『2ndソロライブ 寝ても覚めてもゆきりんワールド〜夢中にさせちゃうぞっ♡〜』（セカンドソロライブ・ねてもさめてもゆきりんワールド・むちゅうにさせちゃうぞっ）は、エイベックス・マーケティングが2013年6月19日にリリースした柏木由紀の映像作品。

## 内容
柏木自身2枚目のライブビデオ。2013年2月17日に東京国際フォーラム・ホールAで開催された柏木由紀のソロライブ『2ndソロライブ 寝ても覚めてもゆきりんワールド 〜夢中にさせちゃうぞっ♡〜』の模様を収録。

## 収録映像曲
1. 口移しのチョコレート
フレンチ・キスの楽曲。
2. 遠距離ポスター
チームPBの楽曲。
3. 初日
チームBの公演曲。
4. ドラゴンフルーツの食べ頃
フレンチ・キスの楽曲。
5. GIVE ME FIVE!
AKB48の楽曲のカバー。
6. ショートケーキ
7. 桜の木になろう Acoustic Ver.
8. それでも泣かない
9. 火山灰
柏木ソロ曲。
10. ジェラシーパンチ
11. クラス会の後で
12. 未来橋
13. てもでもの涙
チームBの公演曲。
14. ギンガムチェック
AKB48の楽曲。

アンコール
1. 永遠プレッシャー
AKB48の楽曲。
2. 言い訳Maybe
AKB48の楽曲。
3. ロマンス・プライバシー
フレンチ・キスの楽曲。

ダブルアンコール
1. 夜風の仕業
柏木ソロ曲。

## バンド・メンバー
- 松ヶ下宏之：Guitar&Chorus
- 山口寛雄：Bass
- 江口信夫：Drums
- 星村麻衣：Keyboards&Chorus
- AYASA：Violin